# So Percussion
So Percussion est un ensemble de percussions américain basé à New York.

## Membres actuels
- Eric Beach
- Josh Quillen
- Adam Sliwinski
- Jason Treuting

## Discographie
- Sō Percussion (2004)[1]
- Steve Reich - Drumming (2005)[2]
- Amid the Noise (2006)[3]
- Five (and-a-half) Gardens — with Trollstilt (2007)
- Treasure State — with Matmos (2010)[4]
- Paul Lansky - Threads (2011)[5]

## Prix
- American Music Center Trailblazer Award - 2011[6]
- Chamber Music America/ASCAP Award for Adventurous Programming - 2004, 2006, 2010[7],[8]
- ASCAP John Cage Award - 2009[9]
- International Percussion Competition Luxembourg (2e place) - 2005[10]